# Clásica de Sabiñánigo
La Clásica de Sabiñánigo, también llamada en sus inicios Clásica Zaragoza-Sabiñanigo, fue una carrera ciclista profesional española que se disputaba anualmente en Sabiñánigo (provincia de Huesca) y sus alrededores.
Se disputó desde 1969 hasta 2001 ininterrumpidamente, cambiando en 1992 al nombre de actual, celebrándose un total de 33 ediciones. Siendo en sus últimas ediciones de categoría 1.4.
Su recorrido tenía unos 200 km en el que se pasaba por varias localidades de la provincia de Huesca (en sus primeros años también de la provincia de Zaragoza) teniendo un circuito final en Sabiñánigo y sus alrededores.
Fue organizada en todas sus ediciones por el Club Ciclista Sabiñánigo.
El primer ganador fue Domingo Perurena y el ciclista más laureado es Enrique Martínez Heredia, con tres victorias.

## Palmarés
| Año                         | Ganador                   | Segundo                  | Tercero                      |
| Clásica Zaragoza-Sabiñanigo |                           |                          |                              |
| --------------------------- | ------------------------- | ------------------------ | ---------------------------- |
| 1969                        | Domingo Perurena          | Santiago Lazcano         | Sebastián Fernández          |
| 1970                        | Luis Zubero               | Domingo Perurena         | Vicente López Carril         |
| 1971                        | Agustín Tamames           | Domingo Perurena         | José Manuel López            |
| 1972                        | Segundo Goicoechea        | José Manuel López        | Pedro Torres Cruces          |
| 1973                        | Antonio Martos            | Vicente López Carril     | José Pesarrodona             |
| 1974                        | Miguel María Lasa         | Juan Zurano              | Manuel Esparza               |
| 1975                        | Domingo Perurena          | Gonzalo Aja              | Fernando Plaza               |
| 1976                        | Enrique Martínez Heredia  | Santiago Lazcano         | Vicente López Carril         |
| 1977                        | José Martins              | Enrique Martínez Heredia | Andrés Gandarias             |
| 1978                        | Enrique Martínez Heredia  | Antonio Menéndez         | Anastasio Greciano           |
| 1979                        | Andrés Oliva              | Julián Andiano           | Alberto Fernández Blanco     |
| 1980                        | José Luis Viejo           | José Luis Laguía         | Imanol Murga                 |
| 1981                        | Enrique Martínez Heredia  | Eulalio García Pereda    | José Luis Rodríguez Inguanzo |
| 1982                        | Pedro Delgado             | Francisco Albelda        | Jaime Vilamajo               |
| 1983                        | Eduardo Chozas            | Faustino Rupérez         | Ricardo Zúñiga               |
| 1984                        | Alfonso Gutiérrez         | Miguel Ángel Iglesias    | Imanol Murga                 |
| 1985                        | Iñaki Gastón              | José Luis Laguía         | Antonio Esparza              |
| 1986                        | Mariano Sánchez           | Joaquín Faura            | Óscar de Jesús Vargas        |
| 1987                        | Ángel Camarillo           | Stephen Hodge            | Melcior Mauri                |
| 1988                        | Alfonso Gutiérrez         | Casimiro Moreda          | Jesús Suárez Cueva           |
| 1989                        | Álvaro Pino               | no se entregó            | no se entregó                |
| 1990                        | Jean-Pierre Heynderickx   | Juan Carlos González     | José Enrique Carrera         |
| 1991                        | Jerry Cooman              | Adrie van der Poel       | Jean-Pierre Heynderickx      |
| Clásica de Sabiñanigo       |                           |                          |                              |
| 1992                        | Mathieu Hermans           | Jerry Cooman             | Malcolm Elliott              |
| 1993                        | Asier Guenetxea           | Manuel Fernández Ginés   | Ángel Edo                    |
| 1994                        | Serge Baguet              | Stefano Zanatta          | Frank Vandenbroucke          |
| 1995                        | Fernando Escartín         | Stefano Della Santa      | Gerd Audehm                  |
| 1996                        | Arsenio González          | Francisco José García    | David García Dapena          |
| 1997                        | Armand de Las Cuevas      | David Etxebarría         | César Solaun                 |
| 1998                        | Igor González de Galdeano | Charles Guilbert         | Ginés Salmerón               |
| 1999                        | Tristan Hoffman           | Andreas Klier            | Jeremy Hunt                  |
| 2000                        | Davide Casarotto          | Gianni Faresin           | Paolo Lanfranchi             |
| 2001                        | Ángel Vicioso             | Eleuterio Anguita        | Stefano Casagranda           |

## Palmarés por países
| País         | Victorias |
| ------------ | --------- |
| España       | 25        |
| Bélgica      | 3         |
| Países Bajos | 2         |
| Portugal     | 1         |
| Francia      | 1         |
| Italia       | 1         |